# ديان زلاتيكانين
ديان زلاتيكانين مواليد 24 أبريل 1984 في بودغوريتسا، هو ملاكم محترف مونتينيغري يصنف ضمن فئة الوزن الخفيف. حقق بطولة المجلس العالمي للملاكمة.

## إحصائيات
خاض خلال مسيرته 22 نزالا، فاز في 22 ولم يخسر. فاز بالضربة القاضية في 15 نزالا.

## روابط خارجية
- ديان زلاتيكانين على موقع بوكس ريك (الإنجليزية) (registration required)